# 侧条真鲨
侧条真鲨（学名：Carcharhinus pleurotaenia）为真鲨科真鲨属的鱼类。分布于印度尼西亚以及南海等海域。该物种的模式产地在Plagiost。